# La Belle Dame sans Merci (pintura)
A Bela Dama Sem Piedade (Francês: La Belle Dame sans Merci ) é uma pintura do pintor inglês pré-rafaelita John William Waterhouse, pintada em 1893, com 110 × 81 centímetros de tamanho. Mostra um cavaleiro aproveitado que é seduzido por uma fada mágica e, assim, condenado à solidão. A pintura está atualmente no Hessisches Landesmuseum Darmstadt .

## Poema de Keats
La Belle Dame sans Merci é um poema em doze estrofes do poeta inglês John Keats. É um poema clássico do romance inglês. Em um ritmo lento, mas poderoso, com muitas repetições, ele fala de uma bela fada com poderes magicos que naturalmente tem o potencial de destruir seus entes queridos, levando-os à solidão. O poder do poema, no entanto, reside não tanto no tema, mas principalmente na simplicidade rítmica com a qual é contado. Deixa espaço para o leitor deixar a imaginação falar e dar sua própria interpretação.
John Keats narra o encontro entre o cavaleiro e a fada mágica:
| I met a lady in the meads, Full beautiful—a faery’s child, Her hair was long, her foot was light, And her eyes were wild. | Eu conheci uma mulher no campo, Tão lindamente linda, uma criança de fadas, Seu cabelo era longo, seu passo era leve, E seus olhos eram selvagens. |
| —John Keats | —Tradução Livre |

A fada mágica tenta o cavaleiro para beijá-la:
| She took me to her elfin grot, And there she wept, and sigh’d fill sore, And there I shut her wild wild eyes With kisses four. | Ela me trouxe para sua caverna de fadas, Ela chorou lá e suspirou profundamente; E lá eu fechei seus olhos selvagens selvagens Com beijos quatro. |
| —John Keats | —Tradução Livre |

Então o cavaleiro adormece. Em seu sonho, ele ainda é avisado: 
| I saw pale kings and princes too, Pale warriors, death-pale were they all; They cried—“La Belle Dame sans Merci Hath thee in thrall!” | Vi reis pálidos, príncipes também, Guerreiros pálidos, todos mortalmente pálidos, Eles choraram - “A Bela Dama sem Piedade Tens-te em escravo!" |
| —John Keats | —Tradução Livre |

Mas o sofrimento já aconteceu. Quando o cavaleiro acorda de seu sonho, ele está sozinho. Com o coração partido, ele começa a vagar, procurando desesperadamente pela sua amada.

## Imagem

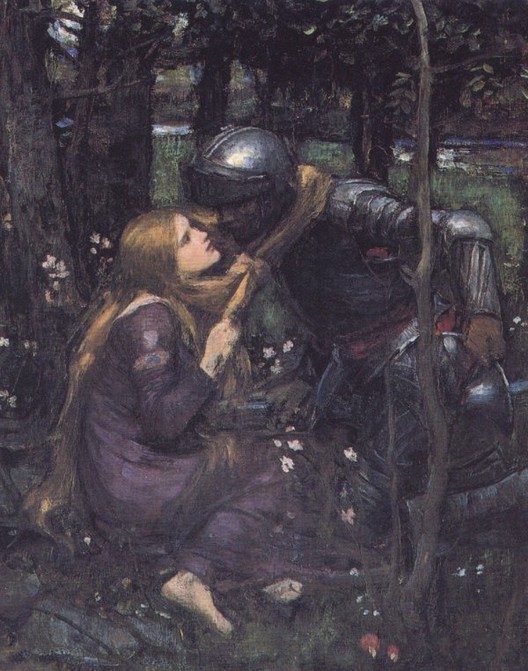
Estudo, óleo sobre papelão, 30 x 35 cm

Em sua representação de La Belle Dame sans Merci, Waterhouse procura o momento decisivo no poema. O cavaleiro se inclina com fascinação para o rosto levantado da fada. Apesar de sua força e armadura masculinas, que parecem torná-lo fisicamente inviolável, ele parece indefeso contra a tentação. Ele afunda nos olhos dela e, quando hipnotizado, ele joga a lança para se render a ela.
Waterhouse cria uma tensão extraordinária ao permitir que os chefes das duas figuras se aproximem tão perto, aguardando o beijo fatal ("Com beijos quatro"). Sua justaposição é extremamente expressiva e expressa atração e impotência entre os cavaleiros. Além disso, a pintura é fortemente erótica e cheia de simbolismo. A cena está situada em uma floresta densa e escura, que simboliza a maneira pela qual o cavaleiro se perde moralmente e se enreda nas redes da fada. A fada tem um coração na manga, enquanto se inclina para ele como uma cobra. O cavaleiro está visivelmente perdido. A fada já o envolveu com o cabelo dela e o puxa para fazer um nó nele. No entanto, o nó aqui não tem a intenção de conectar as almas dos dois amados para sempre, mas será fatal para o cavaleiro: ele está condenado.
Robert Upstone, curador da Tate Britain, aponta que, neste trabalho, como em sua obra, Waterhouse brinca com o arquetípico medo masculino de sua própria vulnerabilidade: desconforto psicológico em relação ao seu próprio desamparo ". O título da obra, a bela dama sem piedade, também destaca a exigência da mulher, retratada como uma sirene mortal.
Em seu romance, Lolita (1955), Vladimir Nabokov se refere metaforicamente a este trabalho de Waterhouse, para indicar o quanto o protagonista Humbert Humbert caiu sob o feitiço do jovem Lolita e não consegue mais se livrar dele.

## Outros trabalhos baseados no tema
Na segunda metade do século XIX, Keats La belle Dame sans Merci era um tema muito popular entre os pintores ingleses, especialmente entre os pré-rafaelitas, que mais frequentemente escolhiam temas literários. Estava de acordo com a resistência romântica à arte acadêmica que ainda dominava os circuitos oficiais de treinamento da época. A figura de "La Belle Dame" também ofereceu amplo espaço para mostrar sua preferência esteticamente enraizada por pintar mulheres bonitas. 

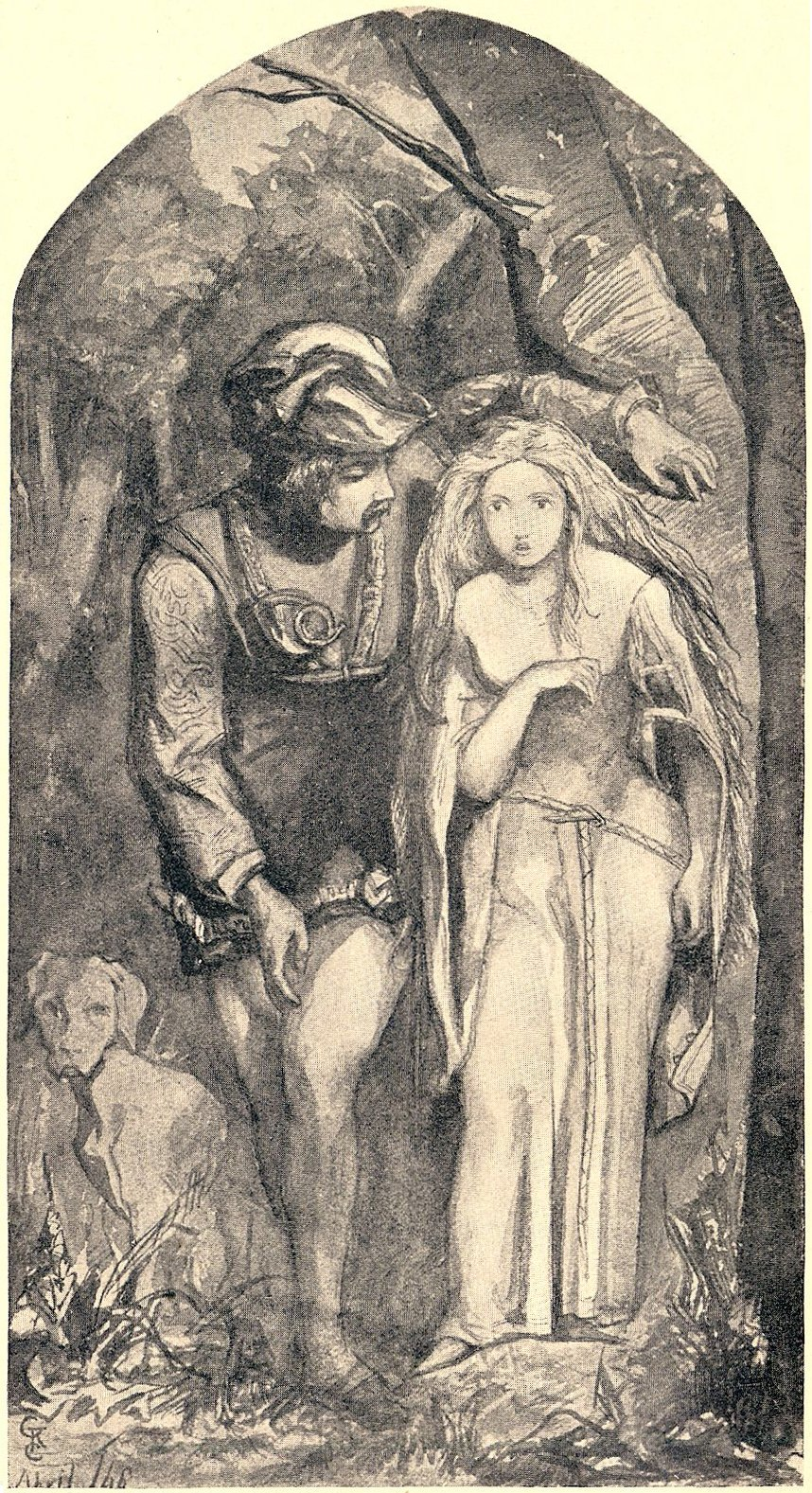
Desenho a caneta de Dante Gabriel Rossetti, 1848
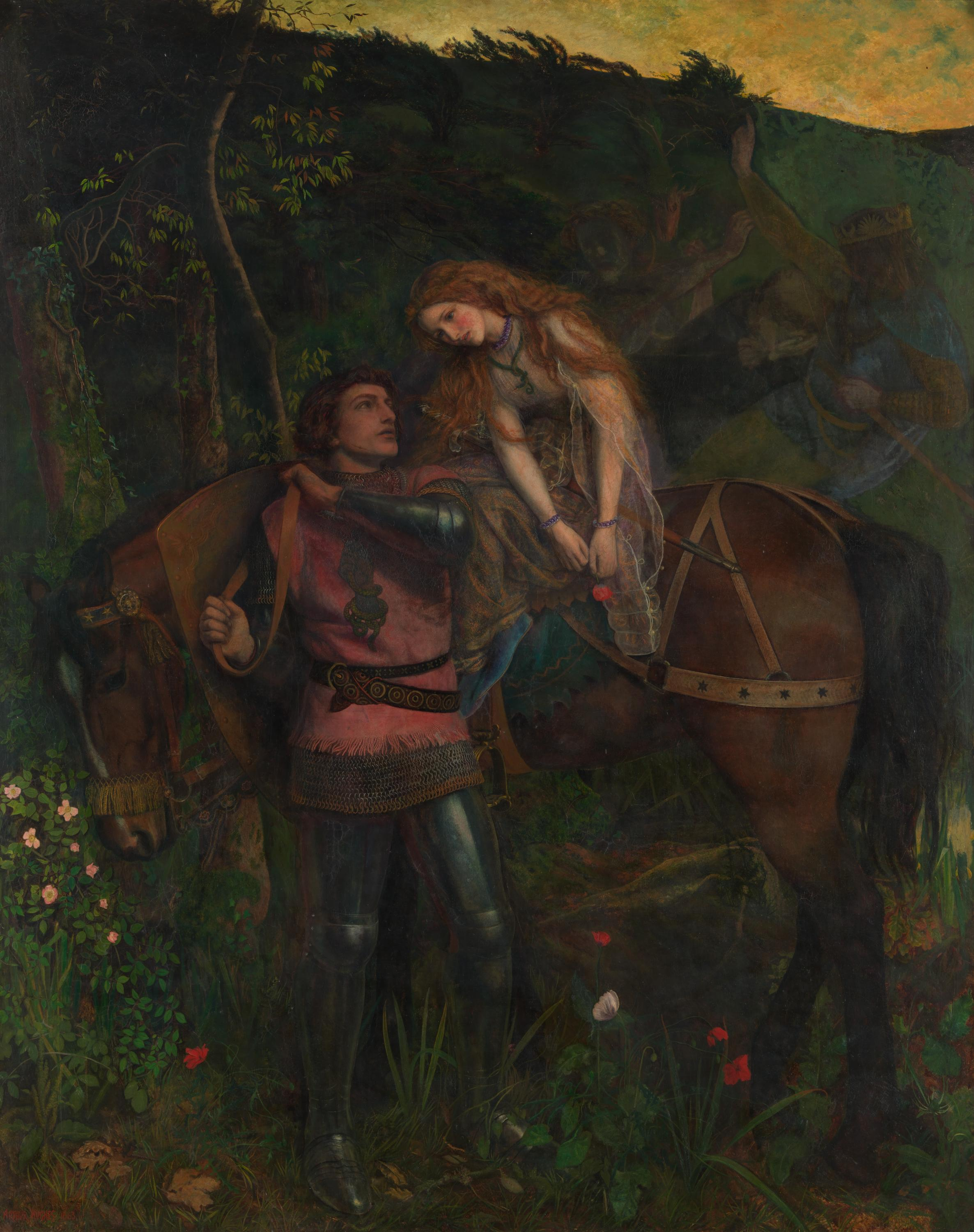
Por Arthur Hughes, C. 1890
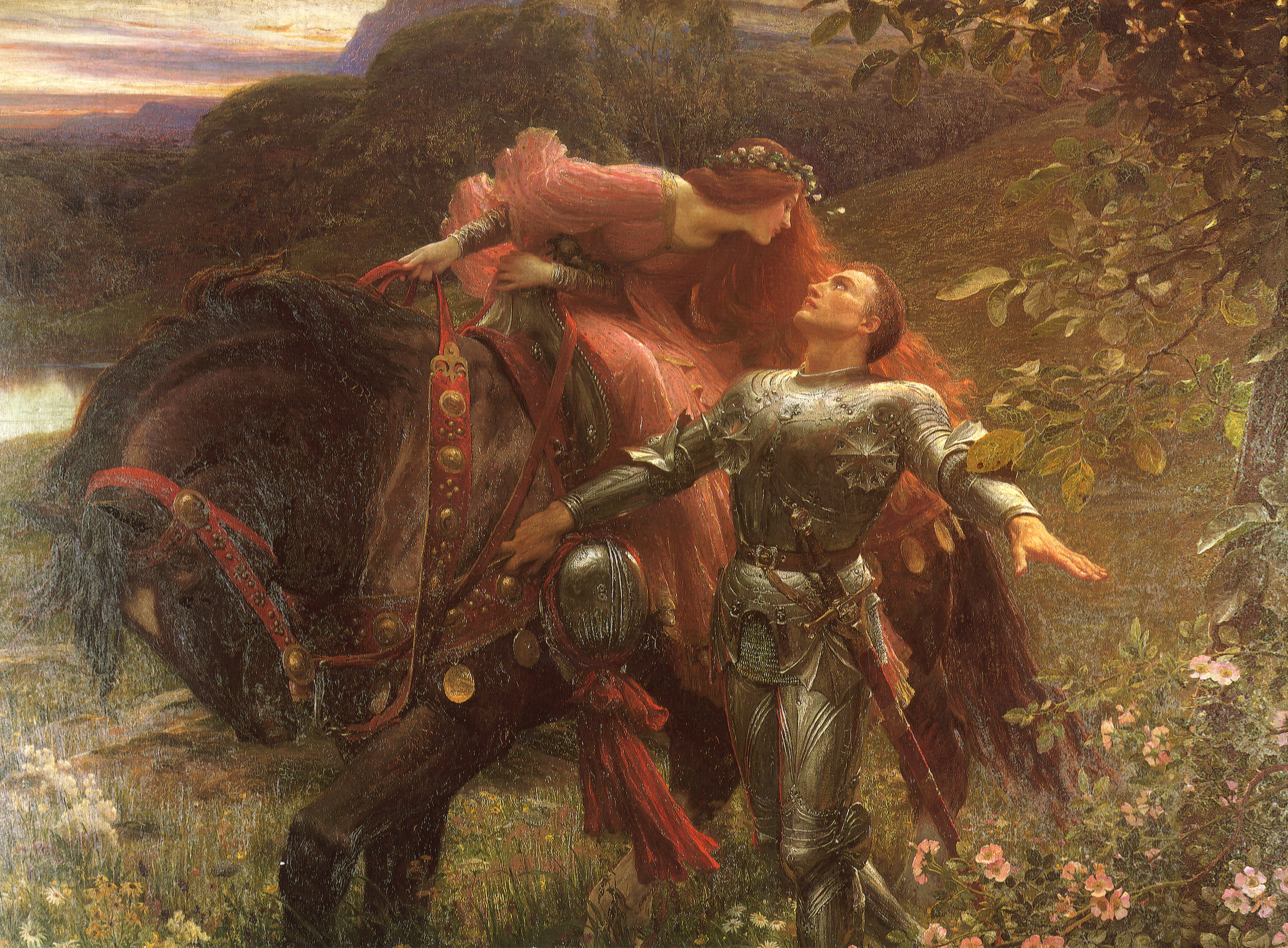
Por Frank Bernard Dicksee, 1901

## Literatura e fonte
- Peter Trippi, Elisabeth Prettejohn e outros: JW Waterhouse; enfeitiçado por mulheres . Museu Groninger, Academia Real de Artes, Museu de Belas Artes de Montreal, 2010, páginas 126-127. ISBN 9789085864837